# 切列瓦哈河
切列瓦哈河（烏克蘭語：Череваха），是烏克蘭的河流，位於該國西北部，屬於斯托希德河的支流，發源自切列瓦哈附近，流經沃倫州，河道全長30公里，流域面積206平方公里。